# Паланца-Интра-Суна (Вербано-Кузио-Осола)
Паланца-Интра-Суна је насеље у Италији у округу Вербано-Кузио-Осола, региону Пијемонт.
Према процени из 2011. у насељу је живело 28911 становника. Насеље се налази на надморској висини од 215 м.